# Preachers of the Night
«Preachers of the Night» — п'ятий студійний альбом німецького павер-метал-гурту Powerwolf. Альбом вийшов 19 липня 2013.

## Список композицій
Автор музики і слів Метью Грейвулф, Чарльз Грейвулф, Аттіла Дорн, Фальк Марія Шлегель та Рул ван Гелден. 
| #     | Назва                            | Тривалість |
| ----- | -------------------------------- | ---------- |
| 1.    | «Amen & Attack»                  | 3:54       |
| 2.    | «Secrets of the Sacristy»        | 4:07       |
| 3.    | «Coleus Sanctus»                 | 3:45       |
| 4.    | «Sacred & Wild»                  | 3:40       |
| 5.    | «Kreuzfeuer»                     | 3:47       |
| 6.    | «Cardinal Sin»                   | 3:47       |
| 7.    | «In the Name of God (Deus Vult)» | 3:15       |
| 8.    | «Nochnoi Dozor»                  | 3:45       |
| 9.    | «Lust for Blood»                 | 3:54       |
| 10.   | «Extatum et Oratum»              | 3:56       |
| 11.   | «Last of the Living Dead»        | 7:42       |
| 45:32 |                                  |            |

| Розширене видання, бонусний CD (The Sacrilege Symphony II) | Розширене видання, бонусний CD (The Sacrilege Symphony II) | Розширене видання, бонусний CD (The Sacrilege Symphony II) |
| #                                                          | Назва                                                      | Тривалість                                                 |
| ---------------------------------------------------------- | ---------------------------------------------------------- | ---------------------------------------------------------- |
| 1.                                                         | «Amen & Attack (оркестрова версія)»                        | 4:55                                                       |
| 2.                                                         | «Coleus Sanctus (оркестрова версія)»                       | 5:08                                                       |
| 3.                                                         | «Kreuzfeuer (оркестрова версія)»                           | 6:03                                                       |
| 4.                                                         | «Cardinal Sin (оркестрова версія)»                         | 5:21                                                       |
| 21:27                                                      |                                                            |                                                            |

## Учасники запису
- Аттіла Дорн — вокал
- Метью Грейвулф — електрогітара, ритм-гітара
- Чарльз Грейвулф — бас-гітара, ритм-гітара
- Рул ван Гелден — ударні
- Фальк Марія Шлегель — клавішні, орган

## Чарти
| Чарт (2013)                     | Місце |
| ------------------------------- | ----- |
| Austrian Albums Chart           | 24    |
| Belgian Albums Chart (Фландрія) | 105   |
| Belgian Albums Chart (Валлонія) | 97    |
| Finnish Albums Chart            | 49    |
| German Albums Chart             | 1     |
| Swedish Albums Chart            | 50    |
| Swiss Albums Chart              | 23    |